# Giuseppe Vitali (matematico)
Giuseppe Vitali (Ravenna, 26 agosto 1875 – Bologna, 29 febbraio 1932) è stato un matematico italiano, che ha lavorato in diversi rami dell'analisi matematica. Diverse entità in matematica prendono il suo nome, in particolare l'insieme di Vitali, con cui è stato il primo a fornire un esempio di un sottoinsieme non misurabile di numeri reali.

## Biografia
Giuseppe Vitali era il maggiore di cinque figli. Suo padre, Domenico Vitali, lavorava per una compagnia ferroviaria a Ravenna mentre sua madre, Zenobia Casadio, era una casalinga.
Dopo gli studi liceali classici a Ravenna, si iscrisse all'Università di Bologna, dove ebbe, come docenti, Federigo Enriques e Cesare Arzelà che, dopo due anni, gli consigliarono di terminare gli ultimi due a Pisa. Ammesso alla Scuola Normale Superiore nel 1897, conseguì la laurea in matematica con lode presso l'Università di Pisa nel 1899 con Luigi Bianchi, scrivendo una tesi sulla teoria delle funzioni complesse definite su superfici di Riemann. A Pisa fu particolarmente influenzato, oltreché da Bianchi, anche da Ulisse Dini, Eugenio Bertini, Gian Antonio Maggi e Cesare Finzi, tutti allora docenti alla Facoltà di Scienze dell'Ateneo pisano. Fu per due anni assistente di Ulisse Dini, prima di abbandonare gli ambienti universitari dopo aver comunque preso anche il diploma di Magistero per l'abilitazione all'insegnamento.
Dal 1901 al 1922 insegnò nelle scuole secondarie, prima a Sassari, poi a Voghera e infine, dal 1904, al Liceo classico Cristoforo Colombo di Genova. In quegli anni si impegnò sia nell'attività politico-amministrativa – come membro del Partito Socialista Italiano, fu consigliere comunale e assessore del Comune di Genova – e nella Federazione Italiana degli Insegnanti, sia nelle ricerche in analisi matematica che condusse in quasi totale isolamento. Conseguita nel 1907 la libera docenza in analisi infinitesimale, nel 1909 vinse il Premio Ministeriale dell'Accademia Nazionale dei Lincei, quindi, nel 1911, ebbe un incarico di insegnamento di analisi matematica presso la Scuola Navale Superiore di Genova.
Nel 1923 vinse una cattedra di analisi infinitesimale all'Università di Modena e Reggio Emilia, per poi insegnare all'Università di Padova dal 1925 al 1928 quando, per motivi familiari, preferì passare all'Università di Bologna che accettare l'offerta della cattedra pisana lasciata da Luigi Bianchi.
Già colpito da emiplegia nel 1926, che lo invalidò in modo serio, morì prematuramente il 29 febbraio 1932, a soli 56 anni, per un infarto occorso al termine di una lezione all'Università.
Era socio dell'Accademia delle Scienze di Torino dal 1928, dell'Accademia Nazionale dei Lincei dal 1930 e dell'Accademia delle Scienze di Bologna dal 1931. Collaborò all'Enciclopedia delle matematiche elementari e complementi.

## Attività scientifica
Autore di più di un centinaio di lavori (tutti a singolo nome), Vitali dette importanti contributi soprattutto all'analisi reale e complessa, in particolare alla topologia dell'insieme dei numeri reali, alla teoria delle funzioni ed alla teoria della misura e dell'integrazione, a tal punto da essere considerato uno dei precursori di Henri Lebesgue.
Le condizioni di isolamento in cui lavorò, ignaro quindi dei progressi fatti, lo portarono spesso ad ottenere in modo indipendente risultati conseguiti da altri o persino ad anticiparli. Ciononostante, i suoi lavori bastano senz'altro ad assicurargli un posto di rilievo nella storia della matematica del primo Novecento.
Tra i risultati più notevoli, rimasti famosi con il suo nome, ricordiamo un teorema sull'insieme dei punti di discontinuità delle funzioni integrabili secondo Riemann (teorema di Vitali-Lebesgue), un altro sulle funzioni misurabili quasi-continue, l'omonimo insieme quale esempio di sottoinsieme di {\displaystyle \mathbb {R} } non misurabile rispetto a nessuna misura positiva, invariante per traslazioni e sigma-finita (in particolare, non è misurabile rispetto alla misura di Lebesgue).
Portano il suo nome anche un teorema di ricoprimento (o lemma di copertura), una condizione di chiusura di un sistema di funzioni ortonormali, un teorema sulle successioni di funzioni analitiche ed un altro sulla convergenza di successioni di misure (comunemente noto come teorema di Vitali-Hahn-Saks), quindi un teorema sull'approssimazione di una funzione mediante funzioni semicontinue (noto come teorema di Vitali-Carathéodory).
Contemporaneamente e indipendentemente da Lebesgue, scoprì quello che sarà poi detto teorema di Vitali-Lebesgue secondo cui una funzione reale limitata e definita in un insieme chiuso e limitato di {\displaystyle \mathbb {R} ^{n}}, è ivi integrabile secondo Riemann se e solo se l'insieme dei suoi punti di discontinuità ha misura nulla secondo Lebesgue.
Risale a Vitali anche la nozione di funzione assolutamente continua, nonché un'estensione della nozione di funzione a variazione limitata.
Negli ultimi anni, lavorò anche nell'ambito del calcolo differenziale assoluto, della geometria differenziale (con applicazioni anche alla fisica) e della geometria degli spazi di Hilbert. Scrisse anche alcuni articoli di filosofia della scienza.
Gli sono stati intitolati il Dipartimento di Matematica Pura ed Applicata dell'Università di Modena e Reggio Emilia e un'aula del Dipartimento di Matematica dell'Università di Bologna.

## Alcune opere
- Lezioni di calcolo infinitesimale, Litografie della R. Università di Genova, Genova, 1909.
- Calcolo infinitesimale, Lit. A. dal Re & Figli, Modena, 1924.
- Lezioni di analisi infinitesimale, La Litotipo Editrice Universitaria, Padova, 1925 (II ed., 1927).
- Lezioni di analisi algebrica e infinitesimale, La Litotipo Editrice Universitaria, Padova, 1926 (Cedam, 1928).
- Geometria dello spazio hilbertiano, Nicola Zanichelli Editore, Bologna, 1929.
- Analisi matematica, La Grafolito, Bologna, 1930.
- Moderna teoria delle funzioni di variabile reale (con Giovanni Sansone), Parti I, II, Monografie del CNR, Nicola Zanichelli Editore, Bologna, 1934 (con successive edizioni).